# Muito Pouco Para Todos
Muito Pouco Para Todos é o décimo álbum, sendo o terceiro ao vivo, e o segundo DVD, da carreira solo do músico Paulinho Moska.
O álbum, que foi gravado num show realizado pelo músico no Auditório Ibirapuera/SP, foi lançado em 2013 em comemoração aos 20 anos da carreira solo do artista.
Assim, o álbum mistura seus grandes sucessos com canções extraídas de seu então mais recente álbum, Muito Pouco. Ele contém ainda a inédita "Somente nela", de Moska e Carlos Rennó.

## Faixas
| Por questões de espaço, dez canções presentes no DVD ficaram de fora do lançamento em áudio. 1. "Devagar, Divagar ou De Vagar?" 2. "Muito Pouco" 3. "A Seta e o Alvo" 4. "Lágrima De Diamantes" 5. "Somente Nela" 6. "Soneto do Teu Corpo" 7. "Sinto Encanto" 8. "Waiting for the Sun to Shine" (part. Especial: Kevin Johansen) 9. "A Idade do Céu" (part. Especial: Kevin Johansen) 10. "Pensando em Você" 11. "Quantas Vidas Você Tem?" 12. "Namora Comigo" 13. "Admito Que Perdi" 14. "Um Móbile Furacão" 15. "Tudo Novo de Novo" 16. "O Último Dia" | 1. "Semicoisas" 2. "O Tom de Amor" 3. "Sinto Encanto" 4. "Deve Ser Amor" 5. "Soneto do Teu Corpo" 6. "Reflexos e Reflexões" 7. "A Seta e o Alvo" 8. "Lágrima de Diamantes" 9. "Provavelmente Você" 10. "Waiting for the Sun to Shine" (part. Especial: Kevin Johansen) 11. "Oh My Love, My Love" (part. Especial: Kevin Johansen) 12. "A Idade do Céu" (part. Especial: Kevin Johansen) 13. "Nuvem" 14. "Pensando em Você" 15. "Quantas Vidas Você Tem?" 16. "Somente Nela" 17. "Namora Comigo" 18. "Canção Prisão" 19. "Devagar, Divagar ou De Vagar?" 20. "Muito Pouco" 21. "Imã" 22. "Um Móbile Furacão" 23. "Tudo Novo de Novo" 24. "Admito Que Perdi" 25. "O Último Dia" 26. "Saudade" (Bônus Track) |

## Créditos musicais
- Paulinho Moska- Voz e violão
- Rodrigo Nogueira - guitarras, violões e vocal
- Sacha Amback - piano, teclado e samplers
- Dunga - baixo
- João Viana - bateria e vocais